# Interruttore centrifugo

Schema di un interruttore centrifugo

L'interruttore centrifugo è un dispositivo che cambia di stato al variare della velocità di rotazione a cui è sottoposto.

## Descrizione
Quest'interruttore è un dispositivo meccanico a cui si possono accoppiare dei contatti elettrici (interruttore), in particolare in alcuni modelli è costituito da una molla e da dei pesi, che sono vincolati a scorrere in una guida che fa in modo che questi pesi più si allontanino dall'asse di rotazione e più comprimano la molla, quindi quando la rotazione diventa elevata, questi pesi riescono a vincere la resistenza della molla e chiudere un contatto o modificare una caratteristica fisica.
Altri modelli invece all'aumentare del regime di rotazione vanno ad estendere la molla e usano dei pesi vincolati in modo diverso, ma in qualunque configurazione possa essere impostato, l'interruttore centrifugo opera una commutazione superato un determinato regime.

## Uso
Questi dispositivi sono utilizzati sia in elettrotecnica nei motori bifase (alimentati da una rete monofase) per disinserire il condensatore di avviamento e/o relativa fase e far funzionare il motore come un motore monofase.
Un altro uso è in alcuni motori termici a due tempi, per far sì che arrivati a un certo regime questo interruttore azioni la valvola di scarico per aumentare il regime di funzionamento con l'espansione.

## Regolazioni
Questo interruttore può essere regolato in vari modi:
- Resistenza molla variando il fattore d'estensione della molla si modifica l'apertura della molla, con una molla che ha una maggiore resistenza all'estensione si ha un arco di regimi maggiore di variazione per il passaggio da tutto chiuso a tutto aperto o viceversa
- Peso delle masse variando il peso delle masse coinvolte si modifica l'apertura della valvola in modo del tutto simile, ma opposte alla regolazione tramite la resistenza della molla, infatti aumentando il peso delle masse si ha l'effetto opposto all'aumento della resistenza della molla/e
- Precarico molla aumentando il precarico della molla si innalza il regime in cui questa inizia ad aprirsi, senza modificare l'arco d'apertura